# Nyżnie Sołotwyno
Nyżnie Sołotwyno (ukr. Нижнє Солотвино) – wieś na Ukrainie. Należy do rejonu użhorodzkiego w obwodzie zakarpackim i liczy 836 mieszkańców.